# Natufi
Cultura Natufi a existat în regiunea Mediteraneană a Levantului. Era o cultură mezolitică, dar neobișnuită prin faptul că era sedentară sau semi-sedentară, dinaintea inventării și introducerii agriculturii. Comunitățile de Natufi sunt posibilii strămoși ai constructorilor primelor așezări umane din neolitic din acea regiune, care a fost probabil cea mai timpurie din lume. Nu există probe că ar fi cultivat deliberat cereale, dar oamenii acelor vremuri cu siguranță au folosit cereale sălbatice și de asemenea au vânat animale (inclusiv gazele).
Cu toate că tabloul s-ar putea schimba pe măsură ce alte cercetări vor fi făcute, se pare că nu există nici o altă cultură similar de dezvoltată, în acele vremuri, în tot Orientul Apropiat.
Numele Natufi a fost ales de Dorothy Garrod, cea care a studiat peștera Shuqba în Wadi an-Natuf, situată cam la jumătatea distanței dintre Jaffa și Ramallah.

## Datare
Datarea cu carbon radioactiv localizează această cultură chiar înainte de sfârșitul pleistocenului, în perioada 12.000–9.000 î.Hr.
Această perioadă este împărțită în 2 subperioade: Natufianul timpuriu (12.500–10.800 î.Hr.) și Natufianul târziu (10.800–9.500 î.Hr.).
Natufianul timpuriu a apărut în tandem cu Marele Îngheț (10.800–9.500 î.Hr.). În Levant existau mai mult de 100 tipuri de cereale, fructe, nuci și alte părți comestibile ale plantelor, iar flora Levantului de atunci nu era secetoasă, stearpă, nici plină de ghimpi ca azi, ci împădurită și înfloritoare.

## Culturi predecesoare și asociate
Poporul Natufian s-a dezvoltat în aceeași regiune cu a Kebaranului timpuriu și este văzută în general ca un succesor care s-a dezvoltat din puținele elemente ale acelei culturi timpurii. De asemenea existau alte culturi în regiune, cum ar fi cultura Mushabiana din Negev și Sinai, diferite de Kebaran și văzute ca jucând un rol important în dezvoltarea Natufienilor.
Mai mult, în general, au fost discuții despre similitudinile acestor culturi cu cele găsite în Africa Mediteraneană. Graeme Barker sesizează similitudinile în arhivele arheologice respective ale culturii natufiene a Levantului și descoperirile de pe coasta Africii de Nord de-a lungul graniței dintre Pleistocenul târziu și Holocenul timpuriu.
Ofer Bar-Yosef argumentează că există semne de influențe venite din Africa către Levant, citând tehnica microburin și forme microlitice.
Autori precum Christopher Ehret au construit, pe baza unei mici dovezi disponibile, scenarii despre intensa folosire a primelor construcții pentru plante în Africa și ca fiind un precursor pentru adevăratele ferme din Cornul abundenței; dar astfel de sugestii sunt considerate speculații până când vor fi strânse mai multe probe arheologice.

## Așezări
Așezările au apărut în regiunile împădurite, speciile dominante fiind stejarul și fisticul. Luminișurile acestor păduri erau pline de ierburi și grâne. Munții înalți din Liban și Ante-Liban, relieful sterp din deșertul Negev din Israel și Sinai, deșertul Siro-Arabic din est erau zone puțin favorabile pentru așezările Natufiene, probabil pentru că deplasarea era greoaie, dar și pentru că existau deja alte grupuri care exploatau aceste regiuni.
Locuințele natufienilor sunt semi-subterane, adesea cu fundații de piatră. Suprastructurile erau probabil din vreascuri. Nu sunt urme de cărămidă de lut, cea care a devenit populară în epocile următoare ale Neoliticului pre-olărit. Casele rotunde aveau diametre între 3 și 6 metri, conținând un loc central rotund sau subrectangular pentru vatră. În Ain Mallaha s-au identificat urme de asemenea gropi. „Satele” puteau acoperi până la 1000 metri pătrați. Așezările mai mici au fost considerate de către cercetători ca fiind tabere.
Urmele de reconstrucție, din aproape toate așezările excavate, par a indica frecventa relocare ca urmare a abandonării temporare a așezării respective. 
Așezările au fost estimate ca având 100–150 de case, dar există 3 categorii: mici, medii și mari, revenind între 15 m2 și 1000 m2 pe locuitor. Nu s-au găsit indicii clare de înmagazinare a produselor.

## Sedentarism
O viață semi-sedentară a fost posibilă datorită abundenței resurselor, grație climei favorabile din acele vremuri, cu o cultură bazată pe vânătorie, pescuit și cules, inclusiv folosirea de cereale sălbatice. Uneltele erau accesibile pentru a face uz de cereale: seceri de piatră de cremene ascuțite, pentru recoltare, mojar cu pistil, pietre de măcinare și puțuri de înmagazinare.

## Artefacte găsite
Lama de seceră apare pentru prima oară în era natufienilor. Caracteristicile secerei lustruite arată că erau folosite pentru tăierea tulpinilor cerealiere și este o dovadă indirectă pentru agricultura incipientă. Mânere din piatră îndreptate arată că deja se practica trasul cu arcul. S-au găsit vase din piatră ce au fost folosite drept mojar pentru măcinarea semințelor. Se foloseau obiecte confecționate din os, inclusiv harpon și cârlig de pescuit. Piatra și osul erau prelucrate pentru a confecționa pandantive și alte ornamente. Există și câteva figurine umane confecționate din calcar (El-Wad, Ain Mallaha, Ain Sakhri), dar subiectul favorit al artei reprezentative se pare că au fost animalele. Recipiente din coajă de ou de struț au fost găsite în Negev.

## Subzistență
Poporul natufian trăia din vânătorit și cules. Conservarea rămășițelor plantelor era deficitară din cauza stării solului, dar cereale sălbatice, legumele, migdalele, ghindele și fisticul se poate să fi fost colectate. Osemintele găsite indică faptul că gazela (Gazella gazella și Gazella subgutturosa) era prada principală. Suplimentar, căprioara, bourul și porcul sălbatic erau vânate în zona de stepă. Păsările și peștii de apă dulce formau parte din dieta locuitorilor Văii de pe Râul Iordan.

## Dezvoltarea agriculturii
Conform unei teorii, s-a produs brusc o schimbare a climei, Marele Îngheț (cca. 10800–9500 î.Hr.), ce a inspirat dezvoltarea agriculturii. Marele Îngheț a fost o pauză de aproximativ 1000 de ani în marile temperaturi predominante de la ultima Eră glaciară, ce a provocat secetă violentă în Levant. Aceasta a periclitat cerealele sălbatice, ce nu mai făceau față terenului arid, dar de care populația a devenit dependentă pentru a susține viața relativ sedentară. Prin degajarea artificială a tufăriilor și prin plantarea semințelor obținute din altă parte, au început să practice agricultura.

## Câinele domesticit
În siturile arheologice natufiene s-au găsit dovezi ale domesticirii câinelui. În Israel, la situl din Ein Mallaha, datat la 12000 î.Hr., rămășițele unui bătrân și a unui cățeluș de 4–5 luni au fost găsite îngropate împreună. Într-un alt sit natufian de la peștera Hayonim s-au găsit oameni îngropați cu 2 câini.

## Artă
Îndrăgostiții de la Ain Sakhri, un obiect sculptat în piatră, aflat la British Museum, este cea mai veche descriere a unui cuplu făcând dragoste. A fost descoperit în peștera Ain Sakhri, în deșertul din Iudea. A fost inclus în seria BBC: A History of the World in 100 Objects imagini (Istoria lumii în 100 obiecte).

## Înmormântări
Cimitirele erau localizate în așezări, adesea în gropi în case abandonate, dar și în peșterile din Mount Carmel și Dealurile Iudeei. Gropile erau acoperite cu rebuturi din construcții, ceea ce face dificilă identificarea obiectelor funerare. Unele morminte sunt acoperite cu lespezi de calcar. Trupurile erau fie întinse, fie flexate, neexistând o poziție anume. S-au găsit atât morminte singulare, cât și multiple, în special în Natufianul timpuriu și rămășițe umane răvășite, indicând răvășirea mormintelor.
Rata mortalității infantile era ridicată, o treime din morți fiind copii cu vârste între 5 și 7 ani.
Decapitarea post-mortem se practica în Peștera Hayonim, Naham Oren și Ain Mallaha. Uneori, craniile erau decorate cu mătănii de cochilii (El-Wad). Obiectele mortuare constau în ornamente personale, cum sunt mătăniile făcute din cochilii, dinți de căprioară roșie, oase și pietre. Erau de asemenea și pandantive, cercei, coliere și curele cu ornamente.
În 2008, mormântul unui „preot” natufian a fost descoperit (în rapoartele media cunoscut ca șaman sau vraci). Mormântul conținea carapacele complete a 50 de țestoase, care se presupune că ar fi fost mâncate la ospățul funerar.